# Рассвет (Саратовская область)
Рассвет — посёлок в Ровенском районе Саратовской области, в составе сельского поселения «Кривоярское муниципальное образование».
Расположен в степи, в 9 км севернее села Кривояр, при вершине одной из балок в бассейне реки Тарлык

## Население
Динамика численности населения
| 1987 | 2002 |
| ---- | ---- |
| ≈140 | 98   |

| 2002 | 2010 |
| ---- | ---- |
| 94   | ↘53  |